# Agelanthus
Agelanthus é um género botânico pertencente à família Loranthaceae.

## Espécies
- Agelanthus atrocoronatus Polhill & Wiens
- Agelanthus bipartitus Balle ex Polhill & Wiens
- Agelanthus brunneus (Engl.) Tiegh.
- Agelanthus combreticola (Lebrun & L.Touss.) Polhill & Wiens
- Agelanthus copaiferae (Sprague) Polhill & Wiens
- Agelanthus igneus (Engl. & K.Krause) Polhill & Wiens
- Agelanthus kayseri (Meisn.) Polhill & Wiens
- Agelanthus keilii (Meisn.) Polhill & Wiens
- Agelanthus longipes (Baker & Sprague) Polhill & Wiens
- Agelanthus microphyllus Polhill & Wiens
- Agelanthus myrsinifolius (Engl. & K.Krause) Polhill & Wiens
- Agelanthus natalitius (Meisn.) Polhill & Wiens
- Agelanthus nyasicus (Baker & Sprague) Polhill & Wiens
- Agelanthus pennatulus (Sprague) Polhill & Wiens
- Agelanthus pungu (De Wild.) Polhill & Wiens
- Agelanthus rondensis (Engl.) Polhill & Wiens
- Agelanthus tanganyikae (Engl.) Polhill & Wiens
- Agelanthus terminaliae (Engl. & Gilg) Polhill & Wiens
- Agelanthus toroensis (Sprague) Polhill & Wiens
- Agelanthus transvaalensis (Sprague) Polhill & Wiens
- Agelanthus uhehensis (Engl.) Polhill & Wiens
- Agelanthus unyorensis (Sprague) Polhill & Wiens
- Agelanthus validus Polhill & Wiens
- Agelanthus villosiflorus (Engl.) Polhill & Wiens
- Agelanthus zizyphifolius (Engl.) Polhill & Wiens